# USS Chafee (DDG-90)
USS Chafee (DDG-90) — 40-й по счёту эскадренный миноносец из 62-х запланированных к 13 сентября 2002 года эсминцев с управляемым ракетным оружием типа «Арли Бёрк», строительство которых было одобрено Конгрессом США.
Корабль был назван в честь сенатора Джона Лестера Хаббарда Чейфи (1922—1999), ветерана сражения на Гуадалканале.